# Bibionellus tibialis
Bibionellus tibialis är en tvåvingeart som beskrevs av Edwards 1935. Bibionellus tibialis ingår i släktet Bibionellus och familjen hårmyggor.
Artens utbredningsområde är Bolivia. Inga underarter finns listade i Catalogue of Life.